# ミズーリ州の都市圏の一覧

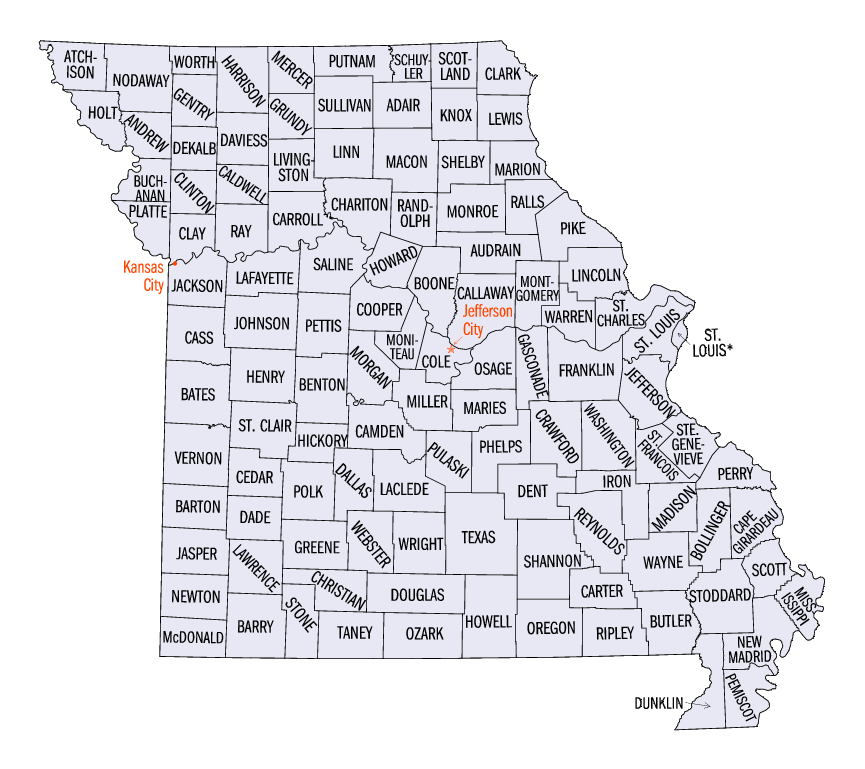
ミズーリ州の114郡および1独立市を示す地図

本項目はミズーリ州の都市圏の一覧（ミズーリしゅうのとしけんのいちらん）である。
アメリカ合衆国国勢調査局は、ミズーリ州に合同統計地域（CSA/広域都市圏）6ヶ所、大都市統計地域（MSA/都市圏）8ヶ所、および小都市統計地域（μSA/小都市圏）18ヶ所を定義している。下表には、左列より以下の情報を示す。
- 合同統計地域（定義されている場合）の名称
- 合同統計地域の人口
- コアベース統計地域（大都市統計地域および小都市統計地域）の名称
- コアベース統計地域の人口
- 各統計地域に含まれる郡および独立市の名称
- 各統計地域に含まれる郡および独立市の人口

なお、下表においては、ミズーリ州と他州にまたがる合同統計地域およびコアベース統計地域については、名称と統計地域の総人口を青緑色で、ミズーリ州内の人口を黒色でそれぞれ示す。また、他州のコアベース統計地域および郡については、その名称と人口を緑色でそれぞれ示す。
下表における人口の数値はすべて2020年に行われた国勢調査時のものである。また、合同統計地域、コアベース統計地域（大都市統計地域・小都市統計地域）のいずれも、2023年7月21日時点での定義に従う。
| 合同統計地域                                                   | 人口                | コアベース統計地域               | 人口                | 郡/独立市                          | 人口      |
| -------------------------------------------------------------- | ------------------- | -------------------------------- | ------------------- | ---------------------------------- | --------- |
| セントルイス・セントチャールズ・ファーミントン広域都市圏       | 2,924,904 2,204,414 | セントルイス都市圏               | 2,820,253 2,137,492 | セントルイス郡                     | 1,004,125 |
| セントルイス・セントチャールズ・ファーミントン広域都市圏       | 2,924,904 2,204,414 | セントルイス都市圏               | 2,820,253 2,137,492 | セントチャールズ郡                 | 405,262   |
| セントルイス・セントチャールズ・ファーミントン広域都市圏       | 2,924,904 2,204,414 | セントルイス都市圏               | 2,820,253 2,137,492 | セントルイス市                     | 301,578   |
| セントルイス・セントチャールズ・ファーミントン広域都市圏       | 2,924,904 2,204,414 | セントルイス都市圏               | 2,820,253 2,137,492 | イリノイ州マディソン郡             | 265,859   |
| セントルイス・セントチャールズ・ファーミントン広域都市圏       | 2,924,904 2,204,414 | セントルイス都市圏               | 2,820,253 2,137,492 | イリノイ州セントクレア郡           | 257,400   |
| セントルイス・セントチャールズ・ファーミントン広域都市圏       | 2,924,904 2,204,414 | セントルイス都市圏               | 2,820,253 2,137,492 | ジェファーソン郡                   | 226,739   |
| セントルイス・セントチャールズ・ファーミントン広域都市圏       | 2,924,904 2,204,414 | セントルイス都市圏               | 2,820,253 2,137,492 | フランクリン郡                     | 104,682   |
| セントルイス・セントチャールズ・ファーミントン広域都市圏       | 2,924,904 2,204,414 | セントルイス都市圏               | 2,820,253 2,137,492 | リンカーン郡                       | 59,574    |
| セントルイス・セントチャールズ・ファーミントン広域都市圏       | 2,924,904 2,204,414 | セントルイス都市圏               | 2,820,253 2,137,492 | イリノイ州マクーピン郡             | 44,967    |
| セントルイス・セントチャールズ・ファーミントン広域都市圏       | 2,924,904 2,204,414 | セントルイス都市圏               | 2,820,253 2,137,492 | イリノイ州クリントン郡             | 36,899    |
| セントルイス・セントチャールズ・ファーミントン広域都市圏       | 2,924,904 2,204,414 | セントルイス都市圏               | 2,820,253 2,137,492 | ウォーレン郡                       | 35,532    |
| セントルイス・セントチャールズ・ファーミントン広域都市圏       | 2,924,904 2,204,414 | セントルイス都市圏               | 2,820,253 2,137,492 | イリノイ州モンロー郡               | 34,962    |
| セントルイス・セントチャールズ・ファーミントン広域都市圏       | 2,924,904 2,204,414 | セントルイス都市圏               | 2,820,253 2,137,492 | イリノイ州ジャージー郡             | 21,512    |
| セントルイス・セントチャールズ・ファーミントン広域都市圏       | 2,924,904 2,204,414 | セントルイス都市圏               | 2,820,253 2,137,492 | イリノイ州ボンド郡                 | 16,725    |
| セントルイス・セントチャールズ・ファーミントン広域都市圏       | 2,924,904 2,204,414 | セントルイス都市圏               | 2,820,253 2,137,492 | イリノイ州カルフーン郡             | 4,437     |
| セントルイス・セントチャールズ・ファーミントン広域都市圏       | 2,924,904 2,204,414 | セントルイス都市圏               | 2,820,253 2,137,492 | クロフォード郡の一部（サリバン市） | -         |
| セントルイス・セントチャールズ・ファーミントン広域都市圏       | 2,924,904 2,204,414 | ファーミントン小都市圏           | 66,922              | セントフランソア郡                 | 66,922    |
| セントルイス・セントチャールズ・ファーミントン広域都市圏       | 2,924,904 2,204,414 | セントラリア小都市圏             | 37,729              | イリノイ州マリオン郡               | 37,729    |
| カンザスシティ・オーバーランドパーク・カンザスシティ広域都市圏 | 2,528,644 1,455,234 | カンザスシティ都市圏             | 2,192,035 1,287,264 | ジャクソン郡                       | 717,204   |
| カンザスシティ・オーバーランドパーク・カンザスシティ広域都市圏 | 2,528,644 1,455,234 | カンザスシティ都市圏             | 2,192,035 1,287,264 | カンザス州ジョンソン郡             | 609,863   |
| カンザスシティ・オーバーランドパーク・カンザスシティ広域都市圏 | 2,528,644 1,455,234 | カンザスシティ都市圏             | 2,192,035 1,287,264 | クレイ郡                           | 253,335   |
| カンザスシティ・オーバーランドパーク・カンザスシティ広域都市圏 | 2,528,644 1,455,234 | カンザスシティ都市圏             | 2,192,035 1,287,264 | カンザス州ワイアンドット郡         | 169,245   |
| カンザスシティ・オーバーランドパーク・カンザスシティ広域都市圏 | 2,528,644 1,455,234 | カンザスシティ都市圏             | 2,192,035 1,287,264 | カス郡                             | 107,824   |
| カンザスシティ・オーバーランドパーク・カンザスシティ広域都市圏 | 2,528,644 1,455,234 | カンザスシティ都市圏             | 2,192,035 1,287,264 | プラット郡                         | 106,718   |
| カンザスシティ・オーバーランドパーク・カンザスシティ広域都市圏 | 2,528,644 1,455,234 | カンザスシティ都市圏             | 2,192,035 1,287,264 | カンザス州レブンワース郡           | 81,881    |
| カンザスシティ・オーバーランドパーク・カンザスシティ広域都市圏 | 2,528,644 1,455,234 | カンザスシティ都市圏             | 2,192,035 1,287,264 | カンザス州マイアミ郡               | 34,191    |
| カンザスシティ・オーバーランドパーク・カンザスシティ広域都市圏 | 2,528,644 1,455,234 | カンザスシティ都市圏             | 2,192,035 1,287,264 | ラファイエット郡                   | 32,984    |
| カンザスシティ・オーバーランドパーク・カンザスシティ広域都市圏 | 2,528,644 1,455,234 | カンザスシティ都市圏             | 2,192,035 1,287,264 | レイ郡                             | 23,158    |
| カンザスシティ・オーバーランドパーク・カンザスシティ広域都市圏 | 2,528,644 1,455,234 | カンザスシティ都市圏             | 2,192,035 1,287,264 | クリントン郡                       | 21,184    |
| カンザスシティ・オーバーランドパーク・カンザスシティ広域都市圏 | 2,528,644 1,455,234 | カンザスシティ都市圏             | 2,192,035 1,287,264 | ベイツ郡                           | 16,042    |
| カンザスシティ・オーバーランドパーク・カンザスシティ広域都市圏 | 2,528,644 1,455,234 | カンザスシティ都市圏             | 2,192,035 1,287,264 | カンザス州リン郡                   | 9,591     |
| カンザスシティ・オーバーランドパーク・カンザスシティ広域都市圏 | 2,528,644 1,455,234 | カンザスシティ都市圏             | 2,192,035 1,287,264 | コールドウェル郡                   | 8,815     |
| カンザスシティ・オーバーランドパーク・カンザスシティ広域都市圏 | 2,528,644 1,455,234 | セントジョセフ都市圏             | 121,467 113,957     | ブキャナン郡                       | 84,793    |
| カンザスシティ・オーバーランドパーク・カンザスシティ広域都市圏 | 2,528,644 1,455,234 | セントジョセフ都市圏             | 121,467 113,957     | アンドリュー郡                     | 18,135    |
| カンザスシティ・オーバーランドパーク・カンザスシティ広域都市圏 | 2,528,644 1,455,234 | セントジョセフ都市圏             | 121,467 113,957     | デカルブ郡                         | 11,029    |
| カンザスシティ・オーバーランドパーク・カンザスシティ広域都市圏 | 2,528,644 1,455,234 | セントジョセフ都市圏             | 121,467 113,957     | カンザス州ドニファン郡             | 7,510     |
| カンザスシティ・オーバーランドパーク・カンザスシティ広域都市圏 | 2,528,644 1,455,234 | ローレンス都市圏                 | 118,785             | カンザス州ダグラス郡               | 118,785   |
| カンザスシティ・オーバーランドパーク・カンザスシティ広域都市圏 | 2,528,644 1,455,234 | ウォーレンズバーグ小都市圏       | 54,013              | ジョンソン郡                       | 54,013    |
| カンザスシティ・オーバーランドパーク・カンザスシティ広域都市圏 | 2,528,644 1,455,234 | オタワ小都市圏                   | 25,996              | カンザス州フランクリン郡           | 25,996    |
| カンザスシティ・オーバーランドパーク・カンザスシティ広域都市圏 | 2,528,644 1,455,234 | アッチソン小都市圏               | 16,348              | カンザス州アッチソン郡             | 16,348    |
|                                                                |                     | スプリングフィールド都市圏       | 475,432             | グリーン郡                         | 298,915   |
| クリスチャン郡                                                 | 88,842              | スプリングフィールド都市圏       | 475,432             |                                    |           |
| ウェブスター郡                                                 | 39,085              | スプリングフィールド都市圏       | 475,432             |                                    |           |
| ポーク郡                                                       | 31,519              | スプリングフィールド都市圏       | 475,432             |                                    |           |
| ダラス郡                                                       | 17,071              | スプリングフィールド都市圏       | 475,432             |                                    |           |
| コロンビア・ジェファーソンシティ・モバリー広域都市圏           | 410,851             | コロンビア都市圏                 | 210,864             | ブーン郡                           | 183,610   |
| コロンビア・ジェファーソンシティ・モバリー広域都市圏           | 410,851             | コロンビア都市圏                 | 210,864             | クーパー郡                         | 17,103    |
| コロンビア・ジェファーソンシティ・モバリー広域都市圏           | 410,851             | コロンビア都市圏                 | 210,864             | ハワード郡                         | 10,151    |
| コロンビア・ジェファーソンシティ・モバリー広域都市圏           | 410,851             | ジェファーソンシティ都市圏       | 150,309             | コール郡                           | 77,279    |
| コロンビア・ジェファーソンシティ・モバリー広域都市圏           | 410,851             | ジェファーソンシティ都市圏       | 150,309             | キャラウェイ郡                     | 44,283    |
| コロンビア・ジェファーソンシティ・モバリー広域都市圏           | 410,851             | ジェファーソンシティ都市圏       | 150,309             | モニトー郡                         | 15,473    |
| コロンビア・ジェファーソンシティ・モバリー広域都市圏           | 410,851             | ジェファーソンシティ都市圏       | 150,309             | オーセージ郡                       | 13,274    |
| コロンビア・ジェファーソンシティ・モバリー広域都市圏           | 410,851             | メキシコ小都市圏                 | 24,962              | アウドレイン郡                     | 24,962    |
| コロンビア・ジェファーソンシティ・モバリー広域都市圏           | 410,851             | モバリー小都市圏                 | 24,716              | ランドルフ郡                       | 24,716    |
| ジョプリン・マイアミ広域都市圏                                 | 231,056 181,409     | ジョプリン都市圏                 | 200,771 181,409     | ジャスパー郡                       | 122,761   |
| ジョプリン・マイアミ広域都市圏                                 | 231,056 181,409     | ジョプリン都市圏                 | 200,771 181,409     | ニュートン郡                       | 58,648    |
| ジョプリン・マイアミ広域都市圏                                 | 231,056 181,409     | ジョプリン都市圏                 | 200,771 181,409     | カンザス州チェロキー郡             | 19,362    |
| ジョプリン・マイアミ広域都市圏                                 | 231,056 181,409     | マイアミ小都市圏                 | 30,285              | オクラホマ州オタワ郡               | 30,285    |
| ケープジラード・サイケストン広域都市圏                         | 148,153 142,913     | ケープジラード都市圏             | 97,517 92,277       | ケープジラード郡                   | 81,710    |
| ケープジラード・サイケストン広域都市圏                         | 148,153 142,913     | ケープジラード都市圏             | 97,517 92,277       | ボリンガー郡                       | 10,567    |
| ケープジラード・サイケストン広域都市圏                         | 148,153 142,913     | ケープジラード都市圏             | 97,517 92,277       | イリノイ州アレクサンダー郡         | 5,240     |
| ケープジラード・サイケストン広域都市圏                         | 148,153 142,913     | サイケストン小都市圏             | 50,636              | スコット郡                         | 38,059    |
| ケープジラード・サイケストン広域都市圏                         | 148,153 142,913     | サイケストン小都市圏             | 50,636              | ミシシッピ郡                       | 12,577    |
|                                                                |                     | ブランソン小都市圏               | 56,066              | トーニー郡                         | 56,066    |
|                                                                |                     | フォートレオナードウッド小都市圏 | 53,955              | プラスキ郡                         | 53,955    |
| クインシー・ハンニバル広域都市圏                               | 114,828 49,091      | クインシー小都市圏               | 75,948 10,211       | イリノイ州アダムズ郡               | 65,737    |
| クインシー・ハンニバル広域都市圏                               | 114,828 49,091      | クインシー小都市圏               | 75,948 10,211       | ルイス郡                           | 10,211    |
| クインシー・ハンニバル広域都市圏                               | 114,828 49,091      | ハンニバル小都市圏               | 38,880              | マリオン郡                         | 28,525    |
| クインシー・ハンニバル広域都市圏                               | 114,828 49,091      | ハンニバル小都市圏               | 38,880              | ラルズ郡                           | 10,355    |
|                                                                |                     | ローラ小都市圏                   | 44,638              | フェルプス郡                       | 44,638    |
|                                                                |                     | セダリア小都市圏                 | 42,980              | ペティス郡                         | 42,980    |
|                                                                |                     | ポプラブラフ小都市圏             | 42,130              | バトラー郡                         | 42,130    |
|                                                                |                     | ウェストプレインズ小都市圏       | 39,750              | ハウェル郡                         | 39,750    |
|                                                                |                     | レバノン小都市圏                 | 36,039              | ラクレード郡                       | 36,039    |
|                                                                |                     | カークスビル小都市圏             | 29,346              | アデア郡                           | 25,314    |
| スカイラー郡                                                   | 4,032               | カークスビル小都市圏             | 29,346              |                                    |           |
|                                                                |                     | ケネット小都市圏                 | 28,283              | ダンクリン郡                       | 28,283    |
|                                                                |                     | マーシャル小都市圏               | 23,333              | セイリーン郡                       | 23,333    |
|                                                                |                     | メアリービル小都市圏             | 21,241              | ノダウェイ郡                       | 21,241    |
| （設定無し）                                                   | （設定無し）        | （設定無し）                     | （設定無し）        | カムデン郡                         | 42,745    |
| （設定無し）                                                   | （設定無し）        | （設定無し）                     | （設定無し）        | ローレンス郡                       | 38,001    |
| （設定無し）                                                   | （設定無し）        | （設定無し）                     | （設定無し）        | バリー郡                           | 34,534    |
| （設定無し）                                                   | （設定無し）        | （設定無し）                     | （設定無し）        | ストーン郡                         | 31,076    |
| （設定無し）                                                   | （設定無し）        | （設定無し）                     | （設定無し）        | ストッダード郡                     | 28,672    |
| （設定無し）                                                   | （設定無し）        | （設定無し）                     | （設定無し）        | ミラー郡                           | 24,722    |
| （設定無し）                                                   | （設定無し）        | （設定無し）                     | （設定無し）        | テキサス郡                         | 24,487    |
| （設定無し）                                                   | （設定無し）        | （設定無し）                     | （設定無し）        | ワシントン郡                       | 23,514    |
| （設定無し）                                                   | （設定無し）        | （設定無し）                     | （設定無し）        | マクドナルド郡                     | 23,303    |
| （設定無し）                                                   | （設定無し）        | （設定無し）                     | （設定無し）        | クロフォード郡                     | 23,056    |
| （設定無し）                                                   | （設定無し）        | （設定無し）                     | （設定無し）        | ヘンリー郡                         | 21,946    |
| （設定無し）                                                   | （設定無し）        | （設定無し）                     | （設定無し）        | モーガン郡                         | 21,006    |
| （設定無し）                                                   | （設定無し）        | （設定無し）                     | （設定無し）        | バーノン郡                         | 19,707    |
| （設定無し）                                                   | （設定無し）        | （設定無し）                     | （設定無し）        | ベントン郡                         | 19,394    |
| （設定無し）                                                   | （設定無し）        | （設定無し）                     | （設定無し）        | ペリー郡                           | 18,956    |
| （設定無し）                                                   | （設定無し）        | （設定無し）                     | （設定無し）        | セントジェネビーブ郡               | 18,479    |
| （設定無し）                                                   | （設定無し）        | （設定無し）                     | （設定無し）        | ライト郡                           | 18,188    |
| （設定無し）                                                   | （設定無し）        | （設定無し）                     | （設定無し）        | パイク郡                           | 17,587    |
| （設定無し）                                                   | （設定無し）        | （設定無し）                     | （設定無し）        | ニューマドリード郡                 | 16,434    |
| （設定無し）                                                   | （設定無し）        | （設定無し）                     | （設定無し）        | ペミスコット郡                     | 15,661    |
| （設定無し）                                                   | （設定無し）        | （設定無し）                     | （設定無し）        | メイコン郡                         | 15,209    |
| （設定無し）                                                   | （設定無し）        | （設定無し）                     | （設定無し）        | ガスコネイド郡                     | 14,794    |
| （設定無し）                                                   | （設定無し）        | （設定無し）                     | （設定無し）        | リビングストン郡                   | 14,557    |
| （設定無し）                                                   | （設定無し）        | （設定無し）                     | （設定無し）        | デント郡                           | 14,421    |
| （設定無し）                                                   | （設定無し）        | （設定無し）                     | （設定無し）        | シーダー郡                         | 14,188    |
| （設定無し）                                                   | （設定無し）        | （設定無し）                     | （設定無し）        | マディソン郡                       | 12,626    |
| （設定無し）                                                   | （設定無し）        | （設定無し）                     | （設定無し）        | リン郡                             | 11,874    |
| （設定無し）                                                   | （設定無し）        | （設定無し）                     | （設定無し）        | バートン郡                         | 11,637    |
| （設定無し）                                                   | （設定無し）        | （設定無し）                     | （設定無し）        | ダグラス郡                         | 11,578    |
| （設定無し）                                                   | （設定無し）        | （設定無し）                     | （設定無し）        | モントゴメリー郡                   | 11,322    |
| （設定無し）                                                   | （設定無し）        | （設定無し）                     | （設定無し）        | ウェイン郡                         | 10,974    |
| （設定無し）                                                   | （設定無し）        | （設定無し）                     | （設定無し）        | リプリー郡                         | 10,679    |
| （設定無し）                                                   | （設定無し）        | （設定無し）                     | （設定無し）        | グランディ郡                       | 9,808     |
| （設定無し）                                                   | （設定無し）        | （設定無し）                     | （設定無し）        | アイアン郡                         | 9,537     |
| （設定無し）                                                   | （設定無し）        | （設定無し）                     | （設定無し）        | セントクレア郡                     | 9,284     |
| （設定無し）                                                   | （設定無し）        | （設定無し）                     | （設定無し）        | モンロー郡                         | 8,666     |
| （設定無し）                                                   | （設定無し）        | （設定無し）                     | （設定無し）        | オレゴン郡                         | 8,635     |
| （設定無し）                                                   | （設定無し）        | （設定無し）                     | （設定無し）        | オザーク郡                         | 8,553     |
| （設定無し）                                                   | （設定無し）        | （設定無し）                     | （設定無し）        | キャロル郡                         | 8,495     |
| （設定無し）                                                   | （設定無し）        | （設定無し）                     | （設定無し）        | マリーズ郡                         | 8,432     |
| （設定無し）                                                   | （設定無し）        | （設定無し）                     | （設定無し）        | デイビース郡                       | 8,430     |
| （設定無し）                                                   | （設定無し）        | （設定無し）                     | （設定無し）        | ヒッコリー郡                       | 8,279     |
| （設定無し）                                                   | （設定無し）        | （設定無し）                     | （設定無し）        | ハリソン郡                         | 8,157     |
| （設定無し）                                                   | （設定無し）        | （設定無し）                     | （設定無し）        | デイド郡                           | 7,569     |
| （設定無し）                                                   | （設定無し）        | （設定無し）                     | （設定無し）        | チャリトン郡                       | 7,408     |
| （設定無し）                                                   | （設定無し）        | （設定無し）                     | （設定無し）        | シャノン郡                         | 7,031     |
| （設定無し）                                                   | （設定無し）        | （設定無し）                     | （設定無し）        | ジェントリー郡                     | 6,162     |
| （設定無し）                                                   | （設定無し）        | （設定無し）                     | （設定無し）        | シェルビー郡                       | 6,103     |
| （設定無し）                                                   | （設定無し）        | （設定無し）                     | （設定無し）        | レイノルズ郡                       | 6,096     |
| （設定無し）                                                   | （設定無し）        | （設定無し）                     | （設定無し）        | サリバン郡                         | 5,999     |
| （設定無し）                                                   | （設定無し）        | （設定無し）                     | （設定無し）        | アッチソン郡                       | 5,305     |
| （設定無し）                                                   | （設定無し）        | （設定無し）                     | （設定無し）        | カーター郡                         | 5,202     |
| （設定無し）                                                   | （設定無し）        | （設定無し）                     | （設定無し）        | スコットランド郡                   | 4,716     |
| （設定無し）                                                   | （設定無し）        | （設定無し）                     | （設定無し）        | パットナム郡                       | 4,681     |
| （設定無し）                                                   | （設定無し）        | （設定無し）                     | （設定無し）        | ホルト郡                           | 4,223     |
| （設定無し）                                                   | （設定無し）        | （設定無し）                     | （設定無し）        | ノックス郡                         | 3,744     |
| （設定無し）                                                   | （設定無し）        | （設定無し）                     | （設定無し）        | マーサー郡                         | 3,538     |
| （設定無し）                                                   | （設定無し）        | （設定無し）                     | （設定無し）        | ワース郡                           | 1,973     |

## 註
1. ↑  QuickFacts. U.S. Census Bureau. 2020年.
2. ↑  OMB Bulletin No. 23-01, Revised Delineations of Metropolitan Statistical Areas, Micropolitan Statistical Areas, and Combined Statistical Areas, and Guidance on Uses of the Delineations of These Areas. Office of Management and Budget. 2023年7月21日.
3. ↑  P. L. 100-202, Section 530.
サリバン市の市域のうち、クロフォード郡にかかる地域は、1987年12月22日より定義としてはセントルイス都市圏に入っているが、人口は合算対象外である。